# Ерих Кестнер
Ерих Кестнер (на немски: Erich Kästner) (1899 – 1974) е един от най-четените немскоезични писатели на XX век – лирик, белетрист, сценарист и сатирик, автор на популярни книги за деца.

## Биография
Роден е в Дрезден, Кралство Саксония, израства в дребнобуржоазна среда, в семейството на майстора-седлар Емил Кестнер и домашната прислужница Ида Аугустин. По-късно майка му работи като фризьорка, за да подпомага семейния бюджет. През целия си живот Ерих запазва най-нежно отношение към нея.
През 1913 г. постъпва в педагогически колеж в Дрезден, но напуска през 1916 г., малко преди да завърши. В 1917 г., още ученик, Кестнер е мобилизиран и като артилерист участва в Първата световна война. Завършва гимназия с отличие и получава за това „Златната стипендия на град Дрезден“. Следва литература, история, философия и театрознание в Лайпциг, като дори успява да защити докторска дисертация. После се преселва в Берлин, сътрудничи на редица вестници със стихотворения, репортажи и рецензии и си създава име на блестящ хуморист и сатирик, както и на проникновен писател за деца.
След края на Втората световна война Кестнер се установява в Мюнхен, където заедно със завърналите се от емиграция приятели основава литературното кабаре „Ди Шаубуде“ – за него написва множество песни, оформили модерния немски градски шансон.

## Творчество

### Романи
Тъничката книжка на Ерих Кестнер „Емил и детективите“ (1928) се разграбва, преди още да е засъхнало мастилото, романът скоро е преведен на 24, а до днес вече на 59 езика. Една след друга излизат „Антон и Точица“ (1931), „Фабиан. Историята на един моралист“ (1931) и „Хвърчащата класна стая“ (1933), които го утвърждават като блестящ разказвач. След Втората световна война Кестнер създава още книги за деца, между които „Двойната Лотхен“ (1949) (до 2007 г. по романа са направени 8 филма в разни държави), „Конференцията на животните“ (1949) и „Малкият мъж и Малката мис“ (1967).

### Поезия
Още първата стихосбирка на Ерих Кестнер „Сърце върху талията“ (1928), а особено „Лирична домашна аптечка на доктор Е. К.“ (1936), разкриват собствен, неподражаем поетически стил, който остроумно използва и пародира езика на всекидневието. Този тон критиката назовава „нова предметност“ (или: „нова вещественост“ – Neue Sachlichkeit) . А писателят сам определя себе си като моралист, който воюва с еснафския морал, фалшивия патос и милитаризма. Затова си спечелва прозвището „будното око и съвестта на епохата“. Кестнер казва: „Аз съм като тенекиеното петле, което немирни деца са привързали скришом с въженце. Щом вятърът смени посоката си, всички други ветропоказатели се завъртат, освен мене. Просто не мога! Някои наричат това 'закостенялост', а други – 'характер'.“

## Националсоциализъм
През 1933 г. на площада пред Операта в Берлин нацистите изгарят и „нездравите“ творби на д-р Кестнер. Сред тълпата, която мълчаливо наблюдава пламъците, е и самият писател. Обявен за „политически неблагонадежден“, той е изключен от Съюза на писателите, 2 пъти е арестуван и като по чудо се изплъзва от ръцете на Гестапо. Лично Хитлер забранява издаването на творбите му в Германия, като властите му позволяват временно да публикува „аполитични“ книги само в чужбина, за да се набавя чужда валута за Райха. Така в Швейцария излиза романът му „Трима мъже в снега“ (1934).
В България са публикувани 10 романа и сборници с разкази на писателя. От 1995 г. в София има детска градина, основно училище и гимназия „Ерих Кестнер“.

## Личен живот
Кестнер никога не се е женил, въпреки че е имал извънбрачни връзки. Двете свои последни детски книги, „Малкият Макс“ („Der kleine Mann“) и „Малкият мъж и малката мис“ („Der kleine Mann und die kleine Miss“), Кестнер написва за своя извънбрачен син Томас, роден през 1957 г.
Е. Кестнер умира в мюнхенската клиника Нойперлах от рак на хранопровода. Погребан е в гробището „Св. Георг“ в Богенхаузен, административен район на Мюнхен.

## Награди и отличия
- 1951: Deutscher Filmpreis für das beste Drehbuch Das doppelte Lottchen
- 1956: „Мюнхенска литературна награда“
- 1957: „Награда Георг Бюхнер“
- 1959: „Голям Федерален орден за заслуги“
- 1960: „Награда Ханс Кристиан Андерсен“
- 1968: „Културна награда на немските масони“
- 1969: Filmband in Gold für langjähriges und hervorragendes Wirken im deutschen Film
- 1970: „Мюнхенска почетна културна награда“
- 1974: Goldene Ehrenmünze der Landeshauptstadt München

В чест на писателя прес-клубът в родния му град Дрезден учредява през 1994 г. културната награда „Ерих Кестнер“.

## Външни препрати
- В Общомедия има медийни файлове относно Ерих Кестнер
- Поезия и проза от Ерих Кестнер Архив на оригинала от 2016-03-24 в Wayback Machine., в превод на Венцеслав Константинов
- Кестнер за Кестнер, Немски есета и студии от XX век, LiterNet
- ((de)) Биография на Ерих Кестнер в Die LYRIKwelt
- ((de)) Живот в дати на Ерих Кестнер в Lebendiges Museum Online
- ((de)) Ерих Кестнер в Sternenfall Архив на оригинала от 2007-12-22 в Wayback Machine.
- ((de)) Произведения на Ерих Кестнер в Die Deutsche Gedichtebibliothek
- ((de)) Ерих Кестнер в Deutsche Dichter Архив на оригинала от 2007-10-08 в Wayback Machine.
- ((de)) Ерих Кестнер в Литературния портал Бавария
- ((de)) Ерих Кестнер в Personensuche
- ((en)) Ерих Кестнер в  Internet Movie Database
- Произведения на Ерих Кестнер в  Моята библиотека